# Torkopf (Allgäuer Alpen)
Der Torkopf ist ein 1930 m ü. NHN hoher Gipfel in den Allgäuer Alpen. Er liegt südlich des Windecksattels (1751 m) und ist den Oberen Gottesackerwänden (2033 m) untergeordnet.

## Namensherkunft
Eine erste Erwähnung erfolgte 1693 als Thorkopf in einer Akte des Wolfegger Archivs. In Blasius Huebers Vorarlbergkarte ist 1783 ein Thor B. verzeichnet.
Namensgebend für den Torkopf könnte seine Lage sein. So bildet er über einen nach Norden zu den Oberen Gottesackerwänden ziehenden Grat eine torartige Erscheinung. Noch markanter ist die Torerscheinung zwischen Torkopf und Mitteleck im Osten.

## Besteigung
Auf den Torkopf führt kein markierter Weg. Alle Anstiege sind teilweise ausgesetzt und erfordern Klettererfahrung, Schwindelfreiheit und absolute Trittsicherheit im Schrofengelände. Der Normalweg verläuft vom Windecksattel über den Westgrat und wird mit der Schwierigkeit II+ angegeben.